# Suku (peuple)
Pour les articles homonymes, voir Suku.
Ne doit pas être confondu avec Soukous.
Les Suku sont une population d'Afrique centrale vivant dans le sud-ouest de la République démocratique du Congo, également en Angola.

## Ethnonymie
Selon les sources et le contexte, on observe plusieurs formes : Basuku, Bayaka, Soukou, Suko, Sukus, Wasuku.

## Histoire
Les régions des peuples Suku se situent à la frontière entre la république démocratique du Congo (ex Zaïre) et l'Angola. Des Sukus habitent aussi dans le territoire de Kwamouth.
Les Suku peuplent les plateaux dominant les vallées fluviales très encaissées situéee entre le fleuve Congo et la rivière Kwilu.

## Langue
Ils parlent le suku, une langue bantoue, dont le nombre de locuteurs était estimé à 50 000 en 1980.

## Culture
Culturellement ils sont très proches des Yakas. Leurs figures en bois sculpté – par l'intermédiaire desquelles ils honorent les ancêtres –, de même que leurs masques-heaumes sont réputés.

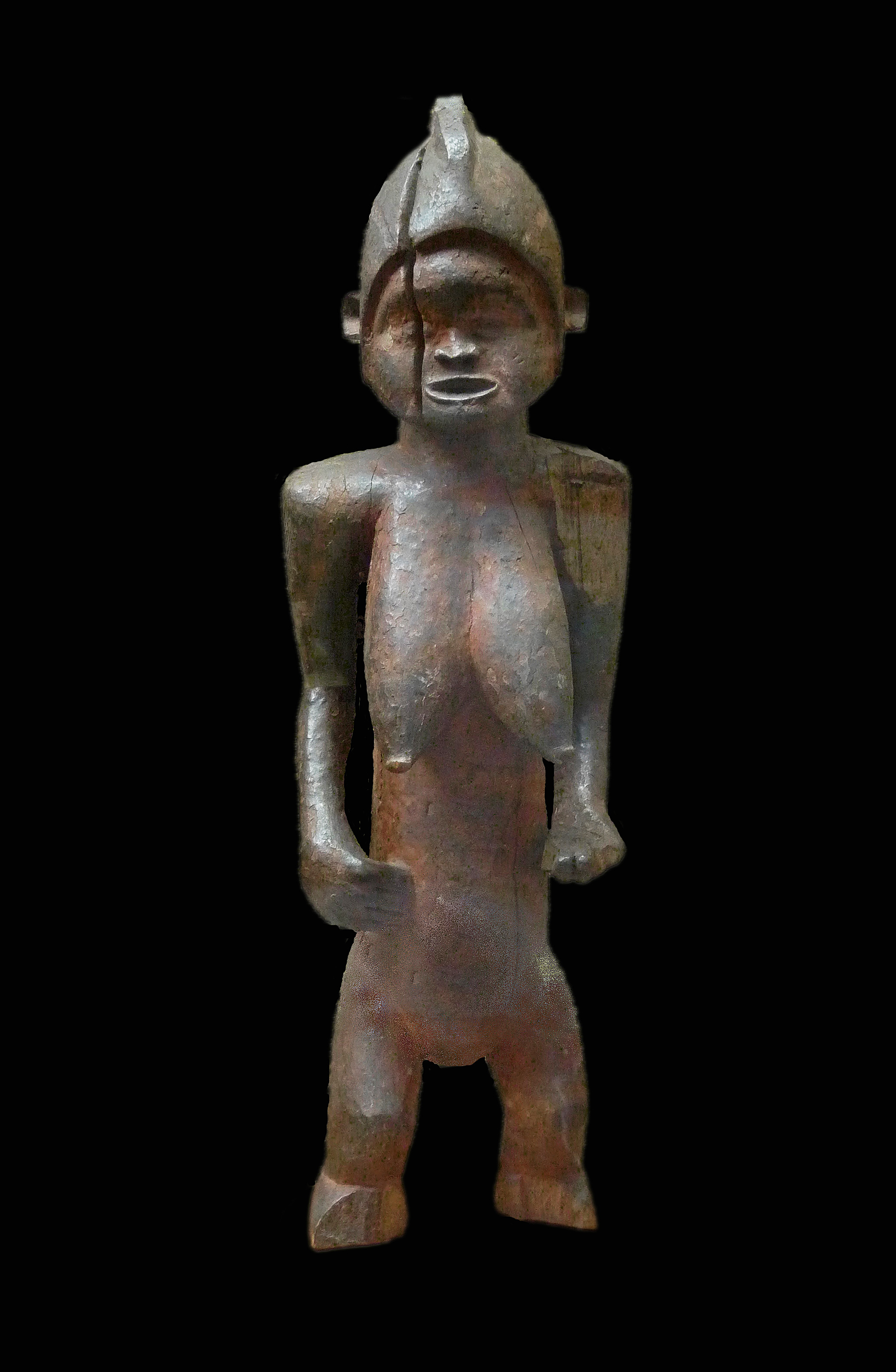
Statuette d'un ancêtre féminin[4].
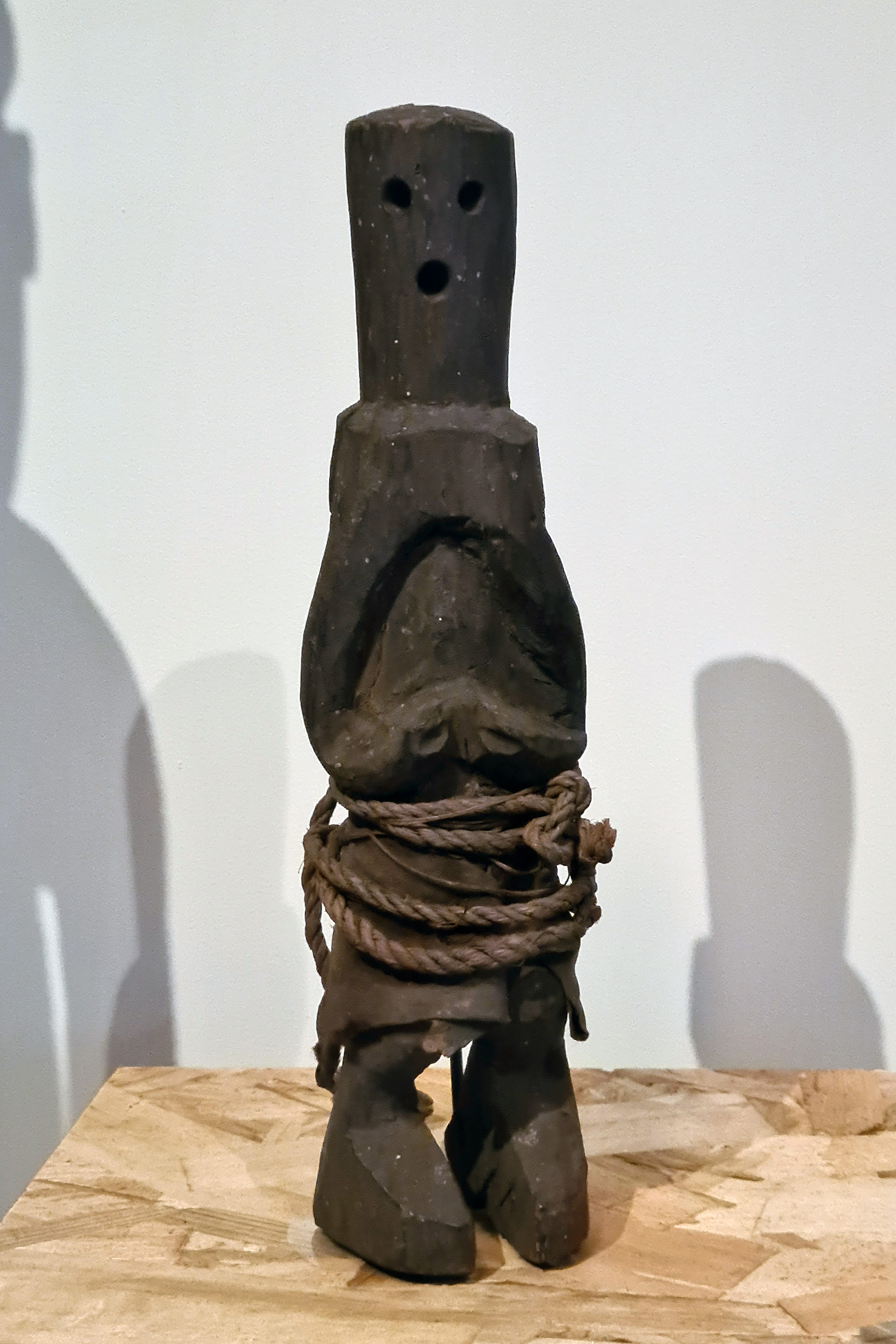
Statuette lombi[4].
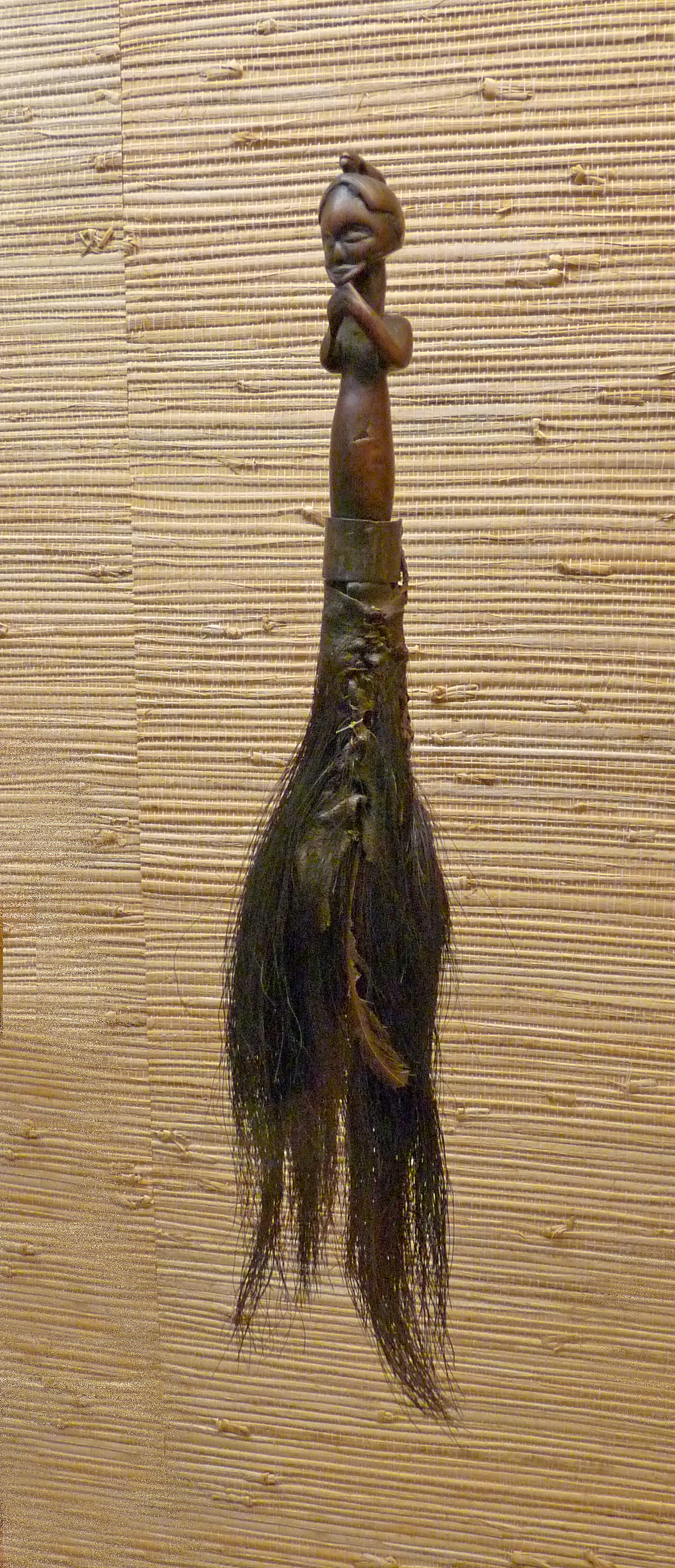
Chasse-mouche[4].
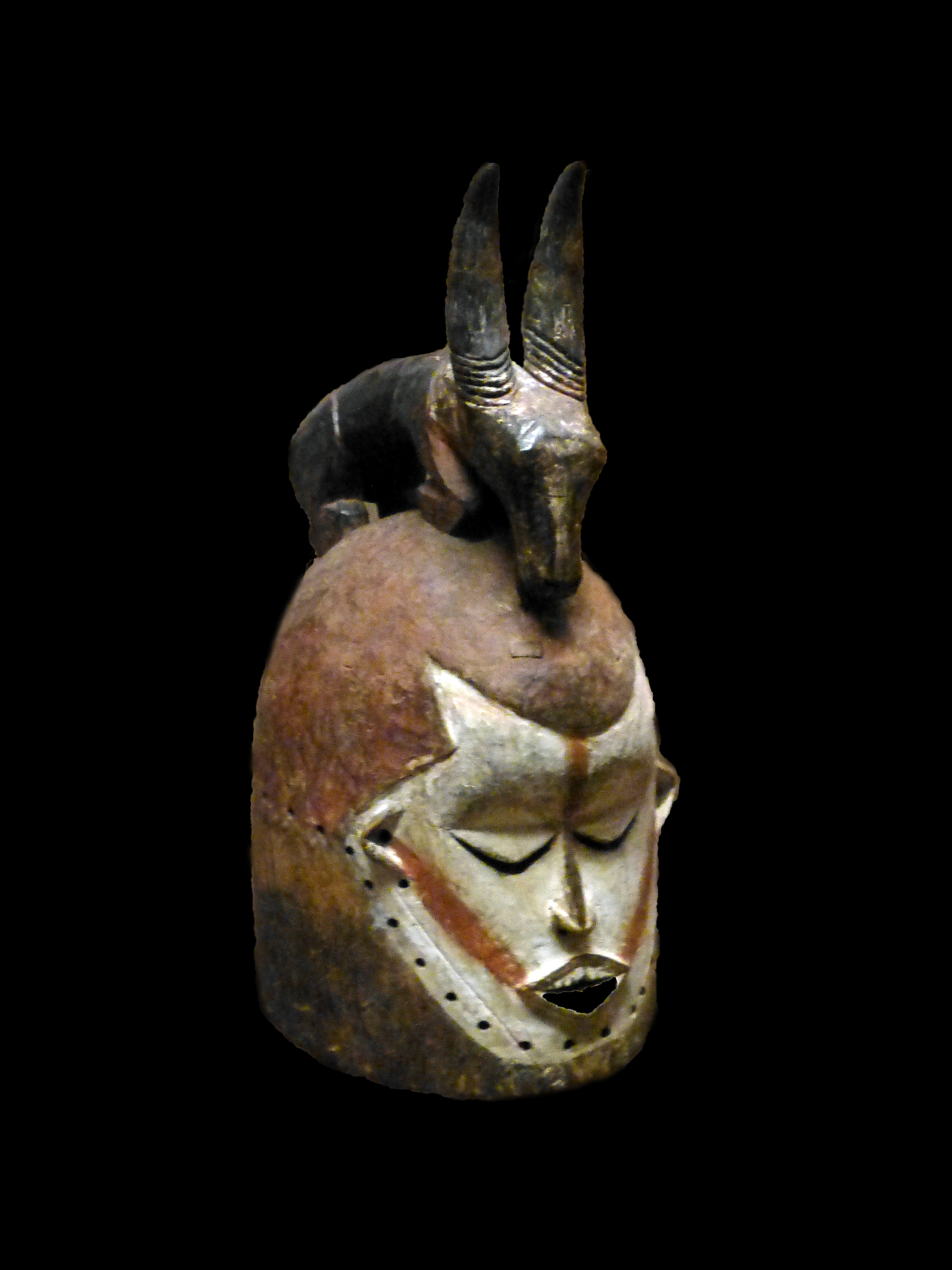
Masque-heaume[5].
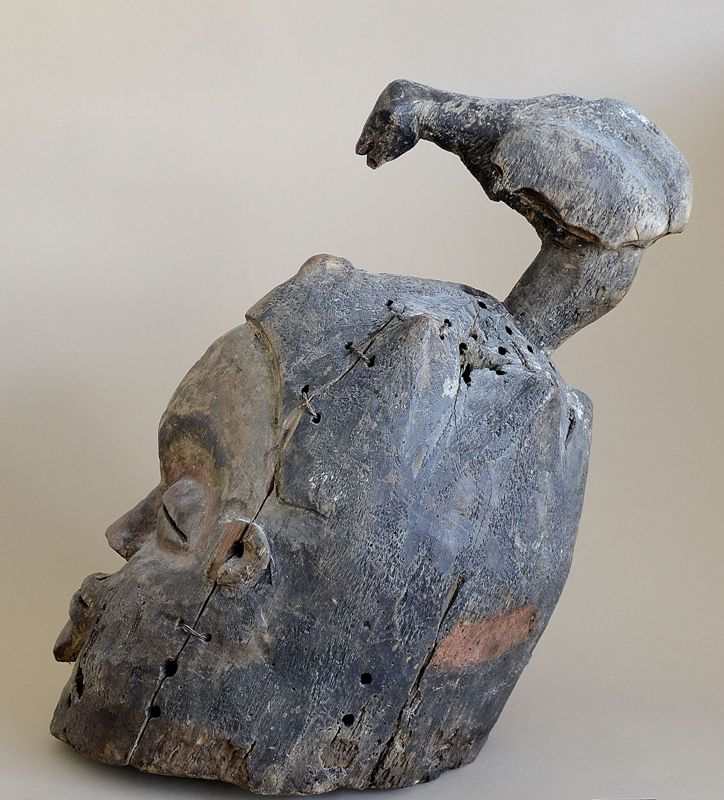
Masque-heaume[6].
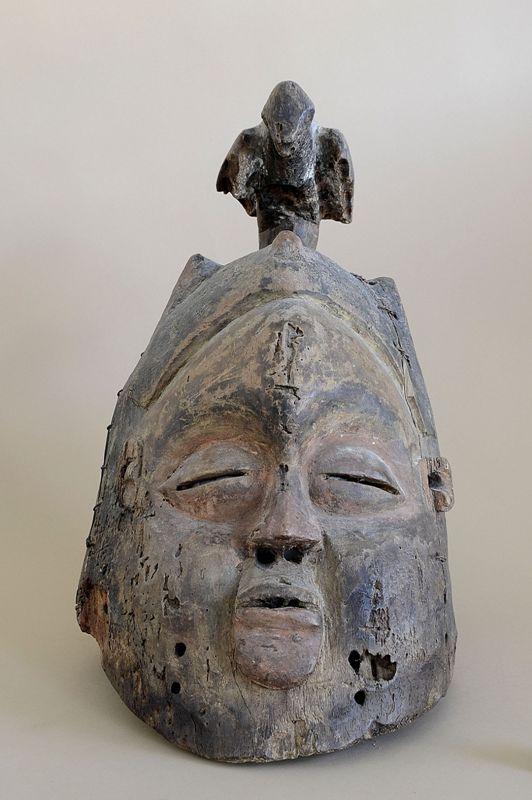
Masque-heaume[6].
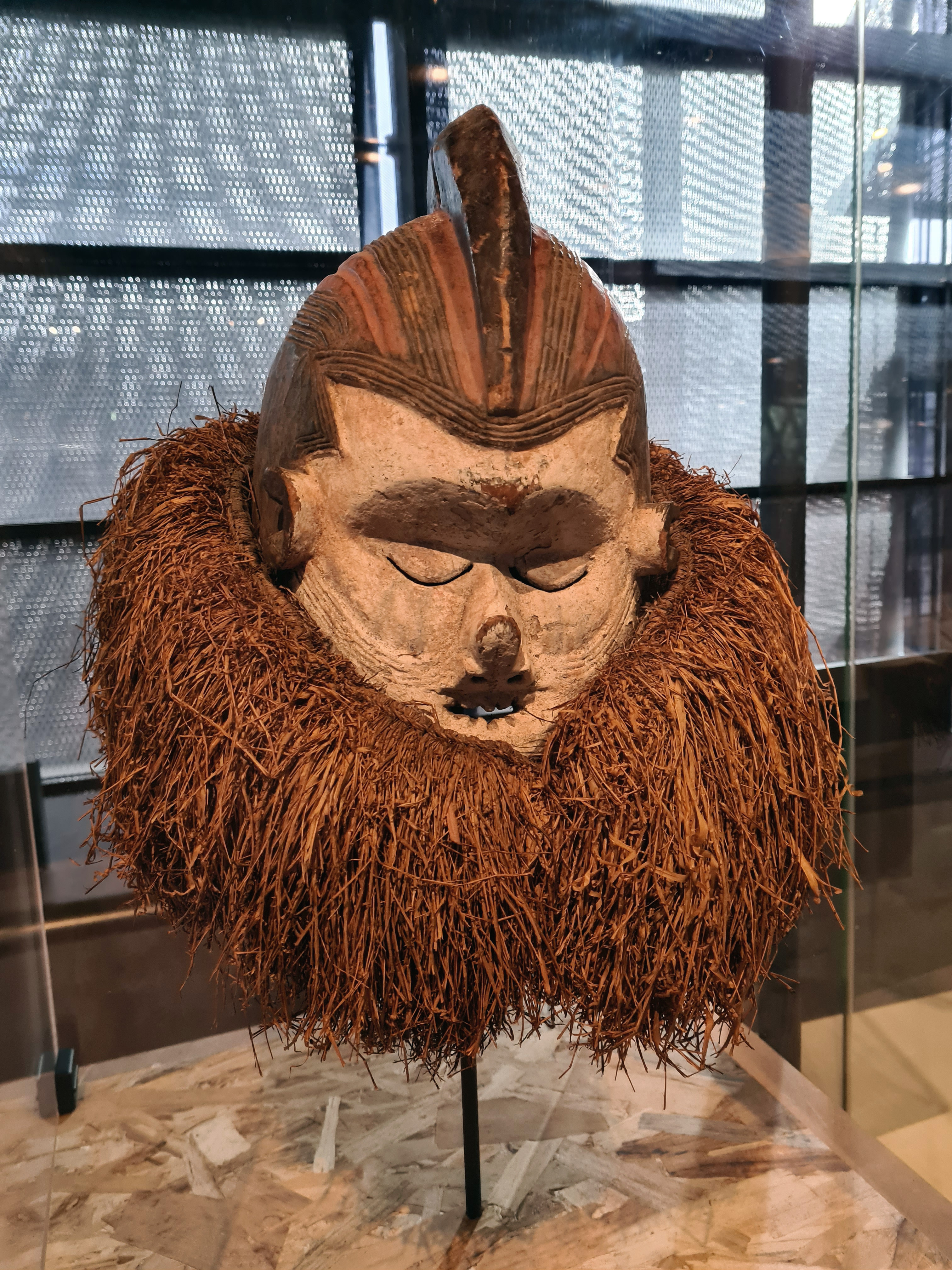
Masque hemba.